# Schlosshotel Gotha

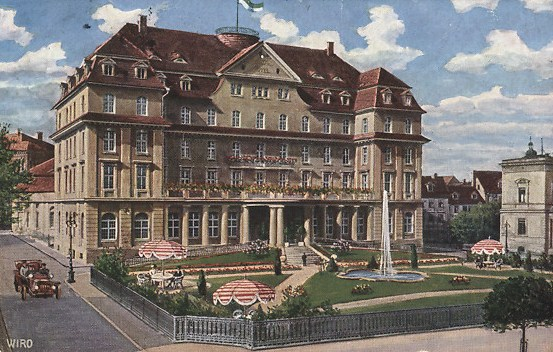
Schloßhotel Gotha 1912, kolorierte Ansichtskarte

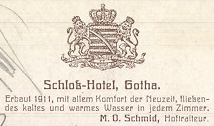
Rückseite der og. Ansichtskarte

Das Schloßhotel Gotha war ein 1911 erbautes Hotel in Gotha, Ekhofplatz 24. Es war bis 1939 in Betrieb. Heute ist in dem Gebäude die Stadtverwaltung der Stadt Gotha untergebracht.

## Geschichte

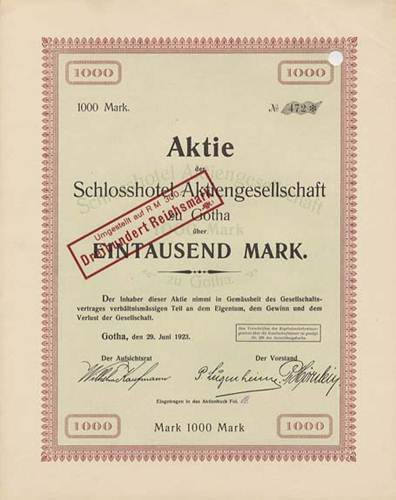
Aktie der „Schlosshotel AG in Gotha“

Am 29. März 1911 gründete sich in Gotha eine „Schlosshotel Aktiengesellschaft“. Sie ließ nach erfolgtem Ankauf und Abriss der Häuser Karolinenplatz 1 und Sieblebener Wall 1–3 das neue Hotel nach Planung der Berliner Architekten Hart & Lesser in nur 10 Monaten errichten. Am 26. Januar 1912 erfolgte bereits die Eröffnung in Anwesenheit der Herzogin Viktoria Adelheid. Die Geschäftsführung erfolgte durch den „Hoftraiteur“ M. D. Schmidt, der das Hotel für 15 Jahre gepachtet hatte.
Nach dem Ersten Weltkrieg wurde das Hotel von dem bekannten Hotelier Georg Kossenhaschen, der auch u. a. den Erfurter Hof in Erfurt, den Magdeburger Hof in Magdeburg und zahlreiche andere gastronomische Einrichtungen betrieb, übernommen und als Luxushotel weitergeführt. Zu den Gästen gehörten u. a. 1926 der bekannte Hochstapler Harry Domela. 1931 starb Kossenhaschen.
Während der Zeit des Nationalsozialismus wurde die „Fritz-Sauckel-Stiftung – Leistung der Schaffenden“ Großaktionär der Aktiengesellschaft. 1939 beauftragte Sauckel den Weimarer Architekten Georg Ostertag mit einem durchgreifenden Umbau und Modernisierung. Der Saal wurde abgerissen und sollte nach Abriss des Hauses Sieblebener Straße 40 durch einen wesentlich größeren Saal ersetzt werden. Ferner war zu lesen „Die äußere Umgestaltung wird ebenfalls bis an die Grundlagen herangehen. Das Dach, die Fensterverkleidungen, die Gesimse am obersten Stockwerk, der ganze Putz, die Auffahrt und der halbrunde Vorbau werden verschwinden und neuen Formen Platz machen müssen.“ Auch während des Krieges wurden die Arbeiten als „staatspolitisch besonders bedeutsam und unaufschiebbar“ bis Juli 1942 weitergeführt, wobei auch 27 Zwangsarbeiter zum Einsatz kamen. Es blieb eine unfertige Bauruine, die nur noch einen Rohbauwert von 214.000 Reichsmark besaß. Der Geschäftssitz der Stiftung wurde am 13. Dezember 1943 nach Weimar verlegt.

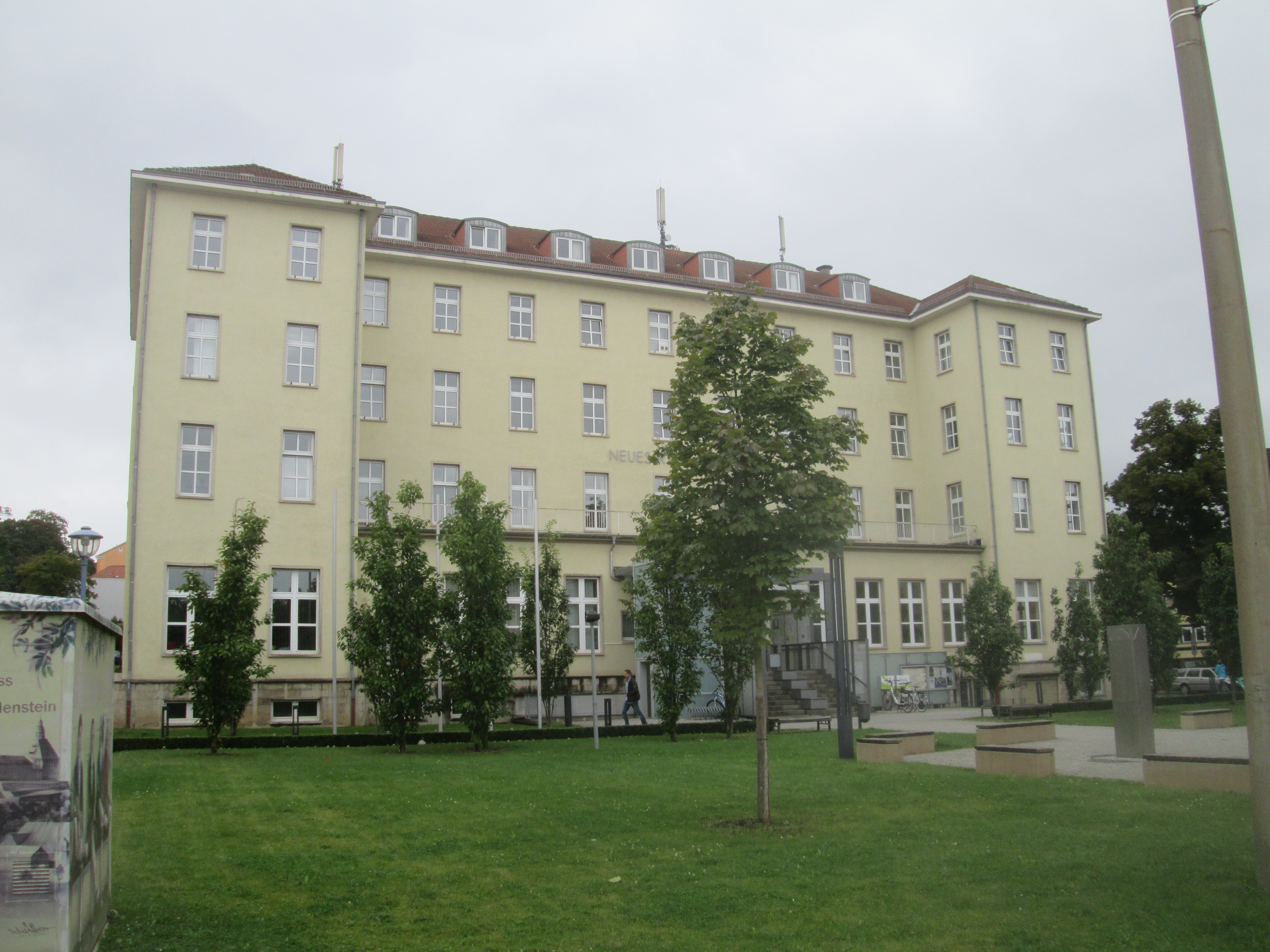
Neues Rathaus

 Während der DDR-Zeit wurde das Haus verstaatlicht und es erfolgte ein Wiederaufbau zu Bürozwecken. Es zog der „VEB Ratio-Projekt“ ein, der Industrieanlagen projektierte und realisierte und sich nach der Wende „Gotha Engineering GmbH“ nannte. Es folgten städtische Behörden und schließlich eine erneute Modernisierung des gesamten Hauses zur Nutzung durch die Stadtverwaltung. Das als Neues Rathaus bezeichnete Gebäude mit der Anschrift Ekhofplatz 24 beherbergt u. a. den gesamten technischen Bereich und das Bürgerbüro.